# V-3
V-3 (německy Vergeltungswaffe 3, zbraň odplaty 3; krycí název Hochdruckpumpe – vysokotlaká pumpa) bylo německé dalekonosné dělo s délkou hlavně 127 metrů, které bylo vyvinuto během druhé světové války. Jeho ráže byla 150 mm.

## Historie
V roce 1918 připravovala francouzská armáda plány na vývoj a výrobu dalekonosného vícekomorového děla v reakci na německé Pařížské dělo. Tato zbraň postavená zbrojařským podnikem Friedrich Krupp AG, mohla ostřelovat Paříž z německé frontové linie vzdálené 125 km. Nicméně francouzská iniciativa nedosáhla ani fáze prototypu, když vývoj přerušil konec 1. světové války. Plány na vícekomorové dělo byly archivovány.

## Vývoj zbraně
O dvacet let později, když se Francie v červnu 1940 zhroutila, němečtí vojáci získali výkresovou dokumentaci tohoto dalekonosného děla. V roce 1942 tento patent přitáhl pozornost Augusta Cönderse, vývojáře zbrojařského podniku Röchling Stahlwerke AG se sídlem ve Wetzlaru v Německu. Nejprve postavil pokusný prototyp 20mm děla s využitím snadno dostupného strojního vybavení ve Wetzlaru, kde se vyráběly hlavně tohoto kalibru pro protiletadlové kanony 20mm Flak 38. První výsledky byly povzbudivé. Cönders postavil pokusnou plnou ráži na polygonu Hilersleben, poblíž Magdeburgu. Ale do konce roku 1943 se setkával s vážnými problémy, jak realizovat základní princip postupného elektrického odpalování náloží v hlavni dalekonosného děla nebo s vhodným tvarem nábojnic. I když vše fungovalo jak mělo, úsťová rychlost byla jen něco okolo 1000 m/s, což bylo o jednu třetinu méně nežli bylo potřeba k dosažení potřebného dostřelu. Zkoušky v bojové velikosti (délka hlavně 150 m) se konaly 20. května až 4. června 1944 v Baltském moři na ostrově Wolin u Misdroy a na ostrově Usedom u Peenemünde. Při testech bylo dosaženo dostřelu 88 km a 93 km. Při dalších testech na ostrově Wolin došlo k vydutí hlavně a střelby musely být zastaveny.

## Podzemní palebná stanoviště v Mimoyecques

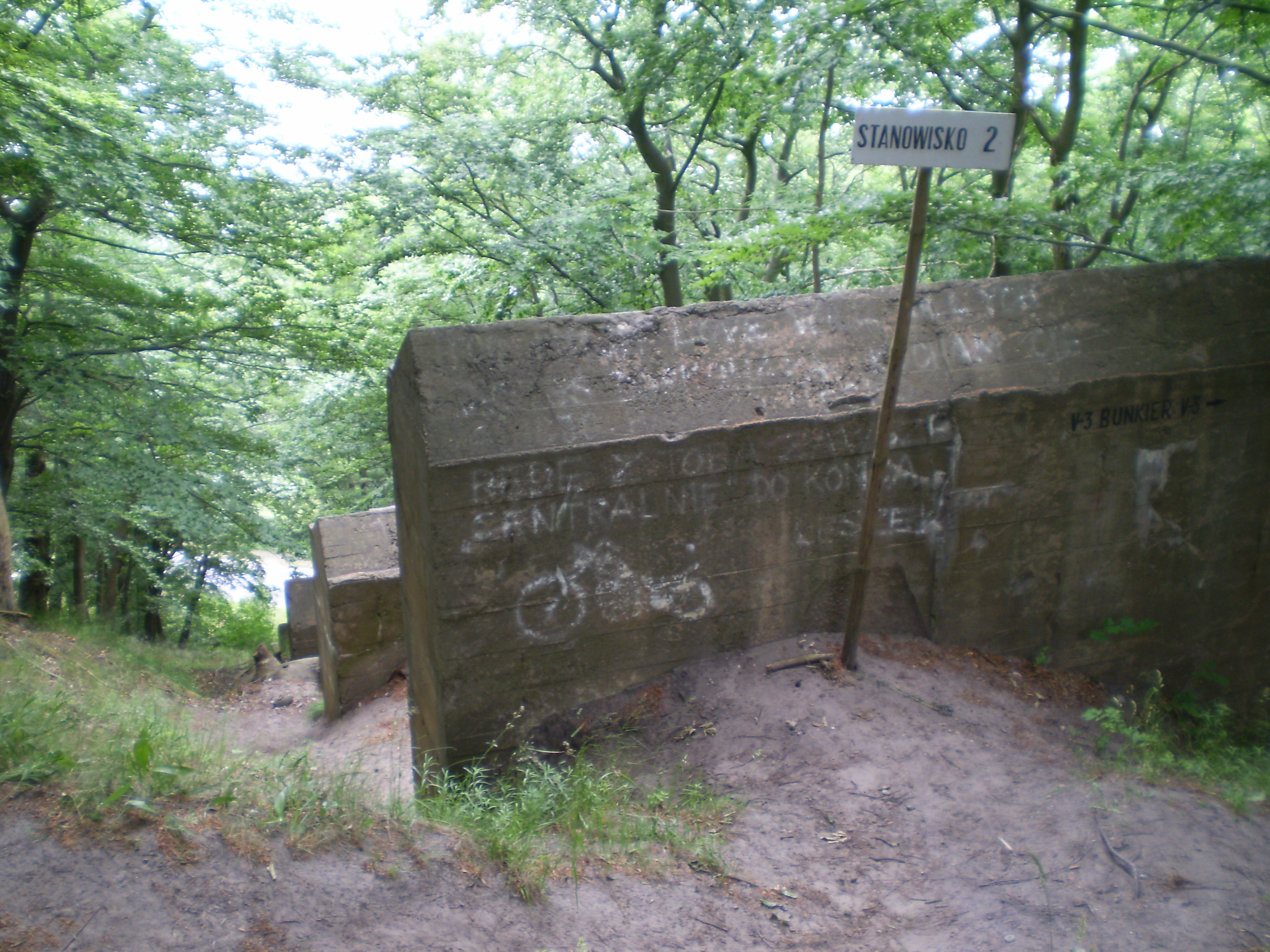
Fotografie pozůstatků V-3 v Zalesie u Międzyzdroje, ostrov Wolin, Polsko (2008)

Bunkr s palebnými postaveními V-3 se nachází západně od vesnice Landrethun-le-Nord mezi městem Boulogne-sur-Mer a Calais, 8 km od pobřeží Lamanšského průlivu. Odtud měl být ostřelován Londýn během druhé světové války. Vzdálenost palebného stanoviště vzdušnou čarou je 160 km, což byl předpokládaný dolet granátu. Podle plánu měla být v Mimoyecques vybudována dvě podzemní stanoviště, každé pro pět baterií o pěti hlavních. V hloubce 30 metrů pod zemí byl vybetonován systém chodeb. Hlavní štolou vedly koleje, které navazovaly na železniční trať. Hlavně ležely zabetonovány ve štolách, jež byly proraženy šikmo celým kopcem v úhlu náměru, stanoveného pro dráhu střel. Ústí hlavní kryla železobetonová deska o tloušťce pět a půl metru s průzory pro každou hlaveň. Z důvodu přísného utajení prováděla veškeré práce Todtova organizace s vybranými německými specialisty a nebylo pro ně využito vězňů ani zahraničních dělníků. Dva na sobě nezávislé zdroje zajišťovaly přívod elektrického proudu o výkonu 5000 kW.
Britský letecký průzkum poměrně brzy zjistil podezřelou činnost, ovšem vyhodnocení průzkumných snímků nenaznačovalo nic nebezpečného. Rozhodnutí o bombardování padlo až poté, co francouzské hnutí odporu ohlásilo spojenecké rozvědce, že si všimli nezvykle velkého odběru elektrické energie v Mimoyecques. V listopadu 1943 bombardovala palebná stanoviště devátá americká letecká armáda. Výstavba, která byla dokončena v té době z poloviny, musela být na čas přerušena. Čtyři měsíce před dokončením došlo k vylodění prvních spojeneckých jednotek ve Francii a Hitler přikázal zajistit zvláštní obranu prostoru Mimoyecques. Během invaze se britské jednotky dozvěděly od francouzského hnutí odporu, že „v Mimoyecques postavili Němci podzemní šachtu nevídaných rozměrů, odolnou proti nejtěžším bombám“. Zpráva putovala do Londýna a hlavní štáb invazních vojsk SHAEF byl požádán o zásah. V rámci operace Afrodita vzlétly 12. srpna 1944 k akci dva bombardéry PB4Y-1 Liberator, oba zbavené veškeré zátěže a naložené téměř 10 000 kg výbušnin (9600 kg Torpexu a 272 kg TNT). První bombardér, po opuštění posádkou, byl naveden radiem na cíl, větší škody ovšem nezpůsobil. Druhý letoun, pilotovaný Josephem P. Kennedym Jr. – starším bratrem budoucího amerického prezidenta Johna F. Kennedyho, ještě nad Anglií explodoval. Důvodem byla pravděpodobně předčasná iniciace nálože způsobená nedostatečnou izolací její roznětky od elektromagnetického vyzařování systému dálkového ovládání,ačkoliv některé prameny uvádějí, že stroj zasáhla zbloudilá střela. Komplex byl již 6. července 1944 cílem náletu Lancasterů 617. peruti RAF, pod velením Wg/Cdr Leonarda Cheshira, který poškodil podzemní galerie svržením seizmických pum Tallboy, a 4. srpna proběhl neúspěšný pokus o útok dálkově řízeným letounem BQ-7 USAAF, který explodoval ještě nad Anglií, krátce poté co jej opustila jeho posádka.
Mimoyecques bylo obsazeno 5. září 1944 postupujícími jednotkami Kanadské armády.

## Fotogalerie

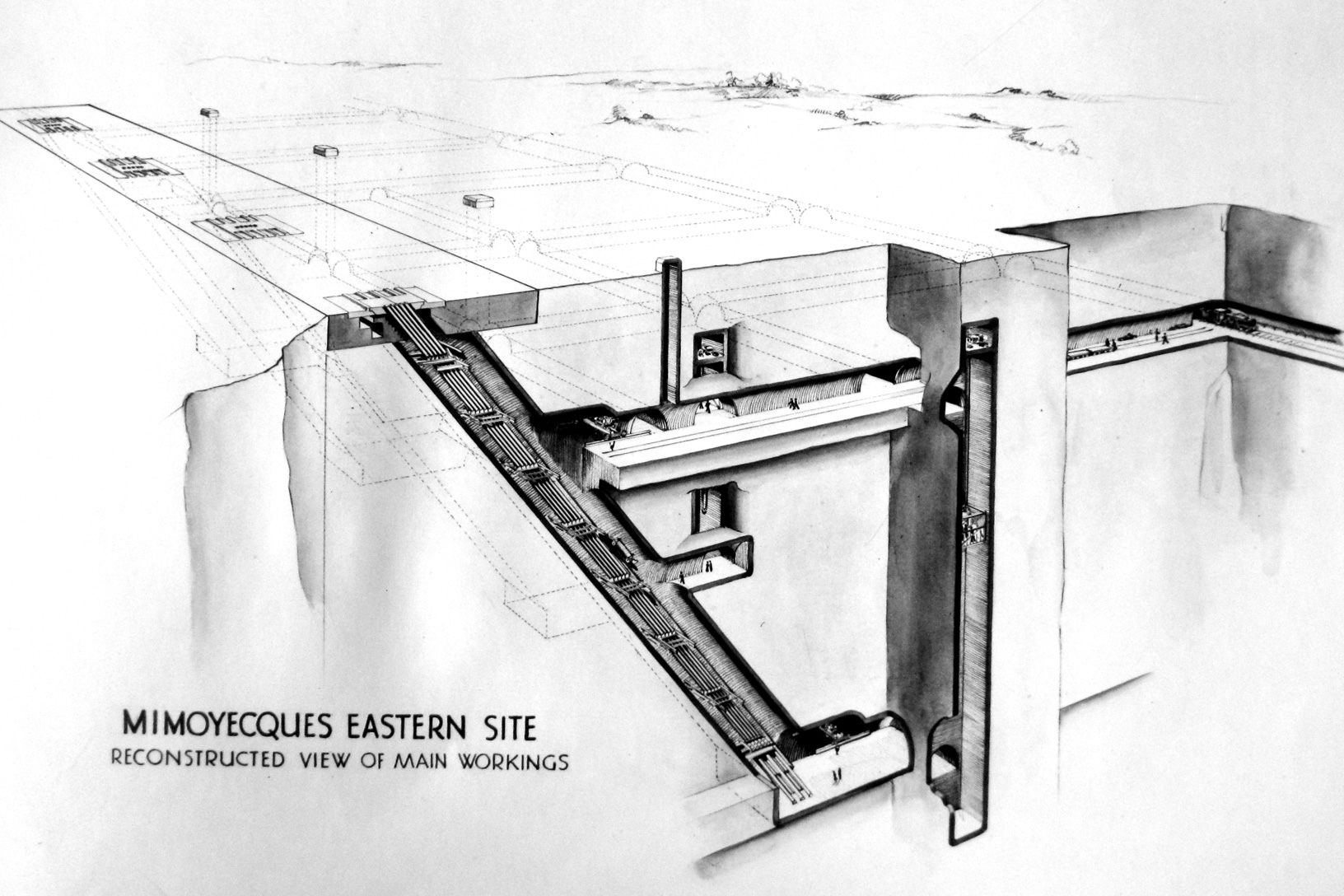
Rekonstrukce pohledu na palebná stanoviště podle původních plánů
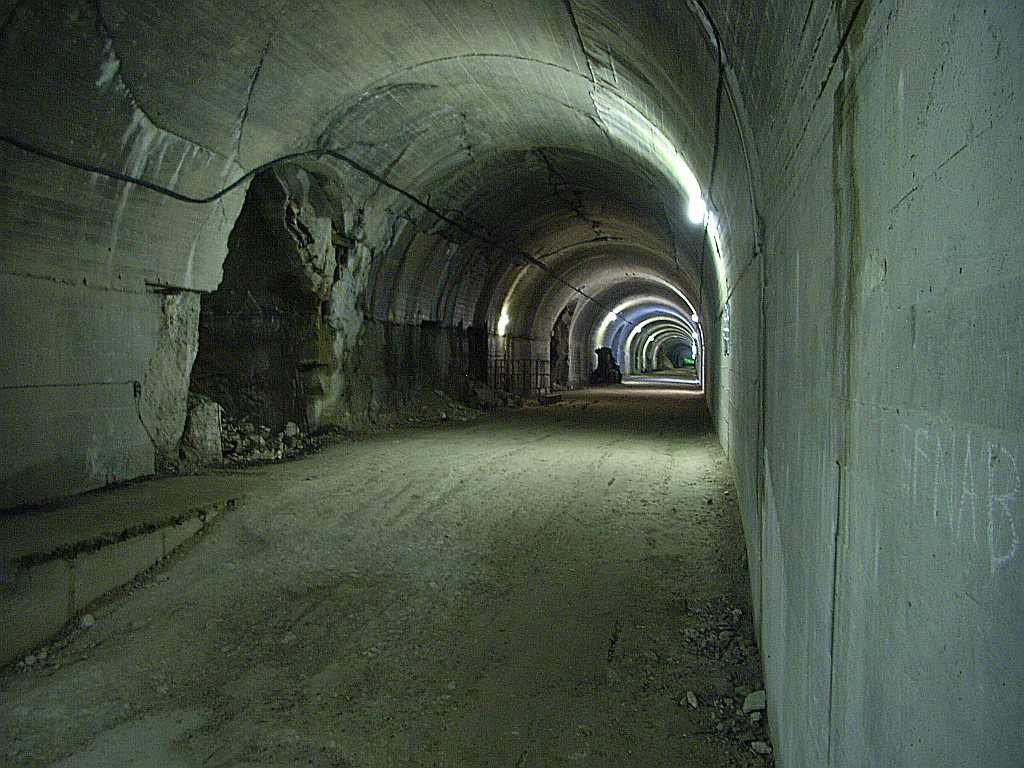
Vnitřek tunelu, který je dnes zpřístupněný návštěvníkům
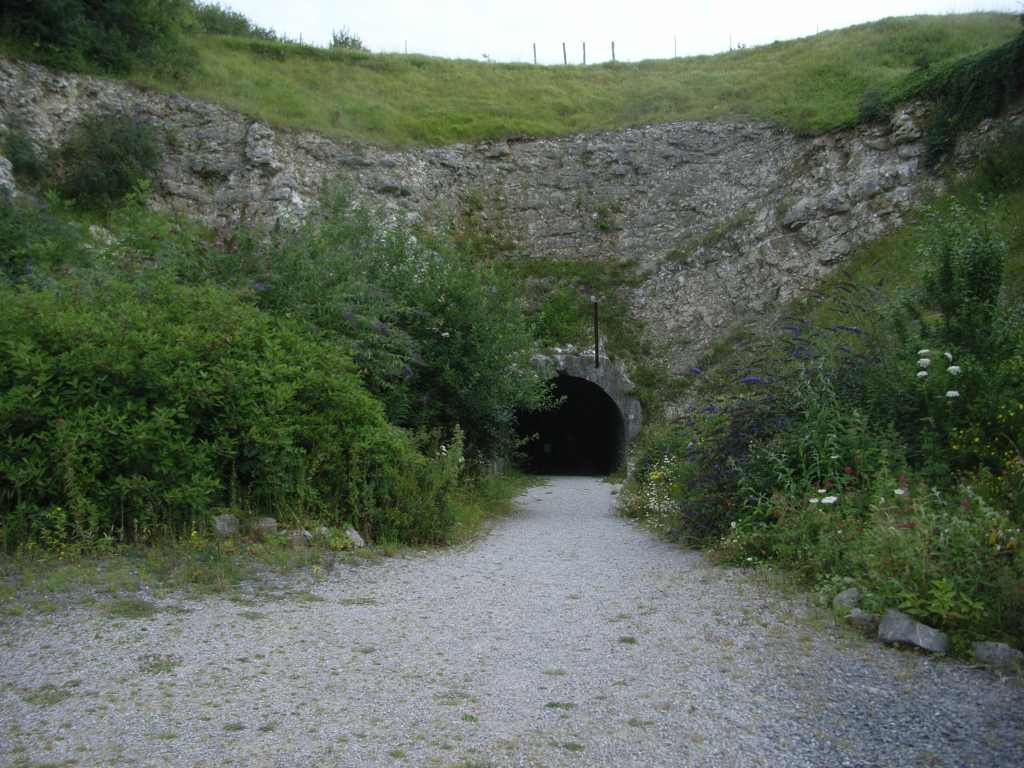
Vstup do tunelu